# Fermatov zadatak
Fermatov zadatak je jedan od povijesno prvih problema u diferencijalnom računu, a datira između 1630. i 1640. godine. Zanimljivo je da je to prvi zabilježeni Fermatov problem pronalaženja ekstrema, u ovom slučaju maksimuma funkcije.
Fermatovo rješenje pokazuje da nije imao formalno znanje limesa te se u tom računu, unatoč lukavom triku, može naći logička greška koja je ispravljena pojavom modernog infinitezimalnog računa.
Problem nalaže da dužinu {\displaystyle AC} treba podijeliti točkom {\displaystyle B} na dva dijela tako da vrijednost umnoška {\displaystyle |AB|\cdot |BC|} bude maksimalna.

## Rješenje
Neka je {\displaystyle |AB|=x,|AC|=a.} Dakle, zapravo treba naći maksimum funkcije {\displaystyle f(x)=x(a-x),} tj. {\displaystyle f(x)=-x^{2}+ax.}
Argument za koji se maksimum od {\displaystyle f} postiže ćemo naći tako da izračunamo prvu derivaciju i izjednačimo je s nulom. Dobivamo {\displaystyle f'(x)=-2x+a.} Sada izjednačimo {\displaystyle f'(x)=0} i dobivamo {\displaystyle x={\frac {a}{2}}.}
Prema tome, točka {\displaystyle B} zapravo je polovište dužine {\displaystyle AC.}
Isti smo rezultat još lakše mogli dobiti stavljajući {\displaystyle a=1} ili pak računajući vrijednost argumenta kvadratne funkcije za koji se postiže njen maksimum bez derivacija, dakle Viétovim formulama. Taj argument jednak je apscisi tjemena parabole.

## Fermatova metoda
Fermat je postupio na sljedeći način. Uveo je veličinu {\displaystyle E\geq 0} i spretno zaključio da će, zbog toga što postoji točno jedna vrijednost maksimuma, njegove vrijednosti za {\displaystyle x,x+E} biti jednake pa je načinio sljedeću jednadžbu {\displaystyle x(a-x)=(x+E)(a-x-E)} te dobio {\displaystyle E^{2}+Ea-2xE=0,} tj. {\displaystyle E(E+a-2x)=0.} Sada je obje strane jednadžbe podijelio s {\displaystyle E} i dobio {\displaystyle E+a=2x.} Odavde je zaključio da mora biti {\displaystyle E=0} i dobio ispravno rješenje {\displaystyle x={\frac {a}{2}}.}
No, počinio je grešku u računu, a to je što je stavio {\displaystyle E=0}, a u koraku prije je jednadžbu podijelio s {\displaystyle E}, iako je poznato da se nulom ne smije dijeliti. Račun bi bio ispravan da je Fermat pisao da E teži u nulu umjesto da je E jednak nuli, odnosno {\displaystyle E\rightarrow 0} umjesto {\displaystyle E=0.}